# Jaeschkea canaliculata
Jaeschkea canaliculata är en gentianaväxtart som först beskrevs av John Forbes Royle och George Don jr, och fick sitt nu gällande namn av Knoblauch. Jaeschkea canaliculata ingår i släktet Jaeschkea och familjen gentianaväxter. Inga underarter finns listade i Catalogue of Life.